# ダンカン・マクドゥーガル
ダンカン・マクドゥーガル（Duncan MacDougall、1866年 - 1920年）は、アメリカ合衆国マサチューセッツ州の医師。人間が死ぬ際の体重の変化を記録することで、魂の重量を計測しようと試みた実験で知られる。
彼は6人の患者と15匹の犬を使い、死ぬ時の体重の変化を記録しようと試みた。その結果、人間は死の際に、数グラムから四十グラムの呼気に含まれる水分や汗の蒸発とは異なる何らかの重量を失うが、犬ではそういった重量の損失が起こらなかった、と報告した。この実験結果は、1907年に心霊現象研究協会 (The Society for Psychical Research)の Journal of the American Society for Psychical Research、ニューヨーク・タイムズや医学雑誌 American Medicine に掲載された。
この実験結果は測定のずさんさや標本数の少なさなどから科学的な信憑性は認められていない。マクドゥーガル医師は患者のうち2名では計測に失敗したと自ら認めている。また、死の瞬間をどう設定するか、などの測定の基準もはっきりとしていない。
しかし、これを契機として「人間の魂の重さは21グラムである」という説が広まった。この21グラムという値は6人の患者での平均結果と言うわけではなく、一人目の患者での結果である4分の3オンス（およそ21.262グラム）に由来する。2003年に制作された映画『21グラム』のタイトルは、「人間の魂の重さは21グラムである」というこの説を元にしている。